# Stactobia mclachlani
Stactobia mclachlani är en nattsländeart som beskrevs av Douglas E. Kimmins 1949. Stactobia mclachlani ingår i släktet Stactobia och familjen smånattsländor. Inga underarter finns listade i Catalogue of Life.